# Giorgio Abetti
Giorgio Abetti (Padua, 5 de octubre de 1882- Florencia, 24 de agosto de 1982) fue un astrónomo italiano, autor de numerosas obras divulgativas sobre astronomía.

## Semblanza
Hijo del también astrónomo Antonio Abetti (1846-1928), se formó en la Universidad de Padua y en la de Roma. Comenzó su carrera profesional en el observatorio del Colegio Romano en Roma como ayudante. 
Desarrolló también su trabajo en Alemania, en el observatorio de Berlín y en el de Heidelberg-Königstuhl y en los Estados Unidos. En 1921 sucedió a su padre como director del Observatorio Astrofísico de Arcetri, al tiempo que fue nombrado profesor de la Universidad de Florencia, trabajos que desarrolló hasta 1957.
Giorgio Abetti dirigió varias expediciones para observar eclipses solares en Siberia (1936) y Sudán (1952). Fue profesor visitante de la Universidad de El Cairo (1948-1949) y vicepresidente de la Unión Astronómica Internacional (1938). Recibió varias condecoraciones. Entre ellas la Medaglia d'argento de la Sociedad Geográfica Italiana (1915), el Premio Reale de la Accademia Nazionale dei Lincei (1925) y el Premio Jules Janssen (1937).

## Publicaciones
- Storia dell'Astronomia. Florencia, 1949.
- Amici e nemici di Galileo, Milano, Bompiani, 1945
- Il sole, Milano, U. Hoepli, 1936.
- Scienza d'oggi: dal cielo alla terra, Milano, Bompiani, 1941.
- Le stelle e i pianeti, Torino, Einaudi, 1945.
- Storia dell'astronomia, Firenze, Vallecchi, 1949.
- Esplorazione dell'universo, Bari, Laterza, 1959.
- Le nebulose e gli universi-isole, con Margherita Hack, Torino, Einaudi, 1959.

## Eponimia
- En el año 1976, se decidió en su honor y en el de su padre, Antonio, llamarle  «Abetti» a un cráter de impacto lunar, que se encuentra totalmente sumergido en su mar lunar.[2]
- El asteroide (2646) Abetti también lleva el nombre en su honor y en el de su padre.[3]